# William Damon
William Daman (també William Damon, Guillaume Daman, Lieja, 1540 - probablement a Londres, 1591) fou un compositor i organista, malgrat que nascut a Bèlgica considerat anglès. Fou organista de la capella de la reina Isabel I i deixà una col·lecció de psalms publicada amb el títol de The psalmes of David in English meter, with notes of four parts (Londres, 1579) de la que se'n feu una segona edició el 1591.